# Laser 128

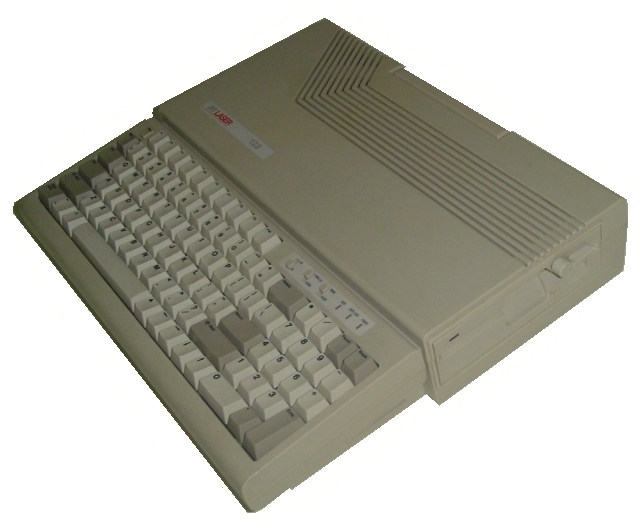
Laser 128.

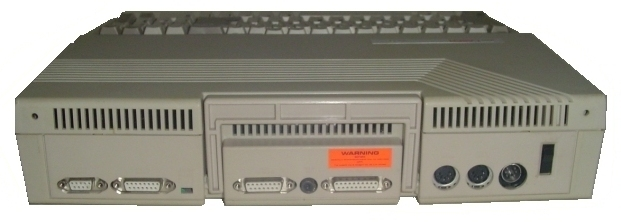
Laser 128 vista trasera.

El Laser 128 fue un clon del Apple II creado y comercializado por VTech en 1984. A diferencia de otros clones del Apple II como los comercializados por Franklin Electronic Publishers, VTech utiliza ingeniería inversa sobre las ROMs de Apple, utilizando un diseño en sala limpia en lugar de copiarlas. Apple Computer presenta una demanda contra VTech, pero fracasa al no lograr demostrar que se ha pirateado su código. 
Además, Vtech licencia con Microsoft el Applesoft BASIC, porque Apple no se ha ocupado de obtener la exclusiva de Microsoft. Mucho soft para el Apple II utiliza rutinas en la ROM BASIC, y de no haber logrado la licencia no podría haber alcanzado el objetivo de un clon completamente legal.
El Laser 128 compite directamente con el Apple IIc, pues al igual que este su diseño es semiportátil, tiene 128 KB de RAM y una unidad de disquete incorporada, pero a la vez lo hace con el Apple IIe, al disponer de keypad numérico y de una ranura de expansión compatible Apple IIe. Se vende a un precio inicial de 700 dólares, mucho menos que un Apple IIc.
Apple se ve forzada competir y lanza el mejorado Apple IIc Plus, que incorpora varias de las mejoras del Laser 128. VTech responde con equipos de mayores prestaciones, los Laser 128EX (198 KB ampliables a 1024 y reloj a 2,3 o 3,6 MHz) y Laser EX2 (como el anterior pero con unidad de 3,5). El VDP de ambos equipos viene con 4 KB de VRAM y proporciona salidas RGB analógico (puede usarse en monitores de Atari ST o Commodore Amiga) y digital (para conectar a monitoresCGA o EGA). En ambos modos RGB, el VDG genera un set de caracteres idéntico al del IBM PC (con los caracteres de triángulo abierto y cerrado)
Al poco Apple abandona el mercado de los 8 bits en favor del Apple Macintosh. Vtech se queda con el mercado - nicho y sigue en él hasta bien entrados los 90.
Los Laser 128 se comercializan agresivamente por parte de muchas empresas de venta por correo, sobre todo utilizado Computer Shopper y por la cadena Sears, tanto en sus establecimientos como por catálogo. Llega a aparecer cuatro configuraciones diferentes en un mismo catálogo. Mayoritariamente es comercializado en Estados Unidos, aunque usuarios europeos los compran por catálogo. No hay noticias de su distribución en Asia.
Los Laser 128 son muy apreciados, pues es el clónico con mayor índice de compatibilidad. Las revistas especializadas sólo notificaron dos títulos incompatibles:
- The New Print Shop (Brøderbund)
- HomeWord (Sierra).

## Detalles Técnicos
- CPU 65C02 a 1 MHz. En los 128EX y EX/2, capacidad de ir a 2,3 MHz y a 3,6 MHz
- ROM 32 KB (32 KiB), incluyendo Applesoft BASIC y rutinas de entrada/salida compatibles Apple IIc, obtenidas mediante ingeniería inversa.
- RAM 128 KB ampliable internamente a 1 MB (1 MiB).
- VRAM 64 KB en los EX y EX/2
- Carcasa mediana (38 x 32,5 x 7,7 cm; 14,5 x 12,5 x 3,125 pulgadas), en plástico gris, con un asa en la parte trasera para un mejor transporte. En el lateral izquierdo, conector para ampliaciones compatible con las ranuras del Apple II (puede conectarse la ampliación directamente o usando una caja de slots). En el derecho unida de disco interna (de 5,25 en el 128 y 128 EX, de 3,5 en el EX2), regulador de volumen y jack de auriculares. Existen dos diseños de la caja:
  - Inicialmente con estrías verticales de ventilación
  - El más abundante, con la zona que corresponde con la unidad de disco plana con unas estrías de ventilación en forma de \___ Esta última se emplea también en el Laser Compact XT y se encuentra bajo la patente D321173 en Estados Unidos

La otra mitad está ocupada por el teclado, que forma ángulo para una escritura más cómoda. Junto a los LEDs de mayúsculas, 3 conmutadores, de izquierda a derecha:
- - Selector de 40/80 columnas
  - Conmutador de impresora paralelo o serie
  - Selector de monitor Monocromo o Color.

En una trampilla inferior están los zócalos de la ROM del Basic compatible Apple, y dos switches para configurar los slots 5 y 7 como internos o externos.
En la trasera, bajo el asa, y de izquierda a derecha tenemos los conectores:
- - Conector DE-9 de Joystick / mouse
  - Conector DA-15 de impresora paralelo
  - Conmutador de aspecto del teclado
  - Conector DA-15 de vídeo RGB / pantalla LCD / modulador externo TV
  - Conector RCA de vídeo compuesto NTSC
  - Conector de unidad externa SmartPort compatible Unidisk
  - Conector DIN 5 RS-232C módem (7 velocidades seleccionables por soft de 110 a 19 200 baudios)
  - Conector DIN 5 RS-232C printer (7 velocidades seleccionables por soft de 110 a 19 200 baudios)
  - Conector DIN de la fuente de alimentación externa (15 V DC, 12 amperios, 18 vatios)
  - Interruptor de encendido
- Teclado completo de 90 teclas en formato QWERTY / DVORAK: 62 teclas alfanuméricas, keypad numérico de 18 teclas y 10 teclas de función. El aspecto del teclado puede seleccionarse mediante un conmutador. Las teclas open apple y close apple han sido sustituidas por triángulos al igual que sus equivalente en el set de caracteres. El teclado está controlado por un microcontrolador Intel 8048.
- Pantalla: todos los del Apple IIc: 
  - Modo texto en 40 x 24 16 colores
  - Modo texto de 80 x 24 16 colores
  - Modo HIRES de 280 x 192 píxeles en 6 colores
  - Modo LORES de 40 x 48 (a base de caracteres semigráficos) con 16 colores, o 40x40 + 4 líneas inferiores de texto.
  - Modo SuperHires de 560 x 192 con 16 colores

Además, usando un monitor RGB:
- - 40 x 48
  - 80 x 48
  - 280 x 192
  - 560 x 192
- Sonido: simples pitidos en el altavoz interno, controlados por la CPU (por eso es difícil encontrar juegos con buen sonido). Volumen regulado mediante rueda en el lateral derecho. Existe un modelo concreto dedicado a música, que incorporaba interfaz MIDI y, probablemente un chip de sonido.
- Sistema operativo DOS 3.3
- Soporte
  - Unidad de disco interna de 5,25 pulgadas, originalmente de simple cara, con la posibilidad de usar la otra cara haciendo una nueva muesca de protección al disco. Los nuevos DOS (ProDos, etc.) incorporar formateos diferentes, soportando incluso cualquier unidad de Doble Densidad.
  - El modelo EX2 lleva una unidad interna del 3,5 pulgadas compatible con la del Apple IIgs. El formato utilizado en los originales lo hace ilegible por los PC actuales.

El custom chip de VTech Universal Disk Controller (UDC) soporta además por el conector SmartPort externo unidades Apple UniDisks (3,5 y 5,25), unidades externas Macintosh 3.5 (incluso las que carecen de botón de expulsión), unidades externas Apple IIgs y la serie Chinook CT de discos duros de 20 MB (20 millones de bytes) a 100 MB. El SmartPort soporta hasta dos unidades del 3,5 y 800 KB, dos unidades de 5,25 de 140 KB, y un CT100 de 100 MB CT100 simultáneamente conectadas una con otras.
El slot Apple soporta las controladoras SCSI Apple High Speed (DMA) para conectar discos duros SCSI y otros dispositivos.
- Entrada/Salida:
  - Conector DE-9 de Joystick / mouse
  - Conector DA-15 de impresora paralelo
  - Conector DA-15 de vídeo RGB / pantalla LCD / modulador externo TV
  - Conector RCA de vídeo compuesto NTSC
  - Conector de unidad externa SmartPort compatible Unidisk
  - Conector DIN 5 RS-232C módem (7 velocidades seleccionables por soft de 110 a 19 200 baudios)
  - Conector DIN 5 RS-232C printer (7 velocidades seleccionables por soft de 110 a 19 200 baudios)
  - Conector DIN de la fuente de alimentación externa (15 V DC, 12 amperios, 18 vatios)
  - Slot de expansión compatible Apple II

## Fuente
- El Museo de los 8 Bits